# 長野県道・愛知県道・岐阜県道101号月瀬上矢作線

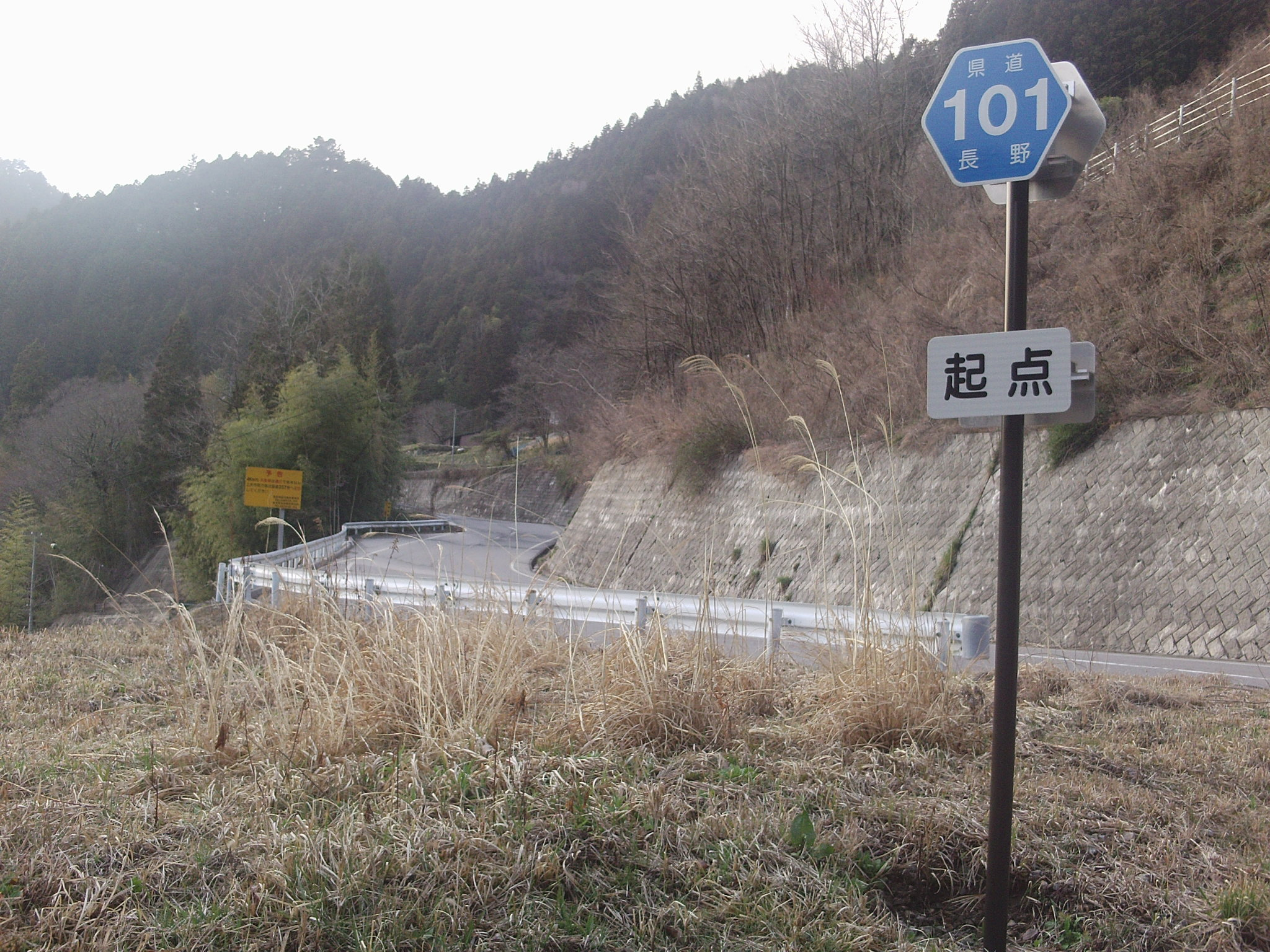
3県に跨る県道の起点（長野県下伊那郡根羽村月瀬）

長野県道・愛知県道・岐阜県道101号月瀬上矢作線（ながのけんどう・あいちけんどう・ぎふけんどう101ごう つきせかみやはぎせん）は、長野県下伊那郡根羽村から愛知県豊田市を経由し、岐阜県恵那市上矢作町に至る一般県道。

## 概要

### 路線データ
- 起点：長野県下伊那郡根羽村（国道153号交点）
- 終点：岐阜県恵那市上矢作町
- 主な経由地：愛知県豊田市

## 地理

### 通過する自治体
- 長野県
  - 下伊那郡根羽村
- 愛知県
  - 豊田市
- 岐阜県
  - 恵那市

### 接続する主な道路
- 国道153号
- 国道418号

### 沿線
- 月瀬の大杉
- 一心寺
- 三国山 (横道)
- 大桑峠

## その他
全国的にも珍しい3県を通る路線である。